# Sveriges kommunistiska parti (1995)
Sveriges kommunistiska parti (SKP) är ett svenskt politiskt parti, reorganiserat efter konkursen av Arbetarpartiet kommunisterna (APK) år 1995, som i sin tur grundades år 1977 genom en utbrytning ur Vänsterpartiet kommunisterna (VPK). Partiet har historiskt haft sitt starkaste stöd i Norrbotten och andra mindre arbetarkommuner, men det domineras nu av de sörländska storstadsregionerna. 

## Ideologi
SKP:s ideologiska hemvist är marxism-leninism och partiet uppger sig representera kontinuiteten och det historiska arvet från Marx, Engels och Lenin inom den svenska arbetarrörelsen.

## Politiskt program

### Europeiska unionen
Partiet är emot svenskt medlemskap i Europeiska unionen som de anser "är en union för storföretagen" och en "katastrof för det arbetande folket".

## Historia
Partiet har rötter i Flammanfalangen eller Norrbottenskommunismen, som var en intern prosovjetisk grupp inom VPK när partiet under ledning av C.-H. Hermansson distanserade sig från Moskva. Den Sovjet-trogna gruppen var centrerad kring den regionala partitidningen Norrskensflamman i Norrbotten, och de tog med sig den anrika tidningen när de bröt med VPK.
Partiet grundades vid en kongress i riksdagshuset 1977. Två av VPK:s riksdagsledamöter tillika partistyrelseledamöter, Rolf Hagel och Alf Lövenborg, övergick vid splittringen till APK, som således fanns representerat i riksdagen fram till valet 1979.
Dåvarande Arbetarpartiet kommunisterna betonade under det kalla krigets dagar sin samhörighet med Sovjetunionens kommunistparti och övriga östeuropeiska kommunistpartier. De var enligt idéhistorikern Svante Nordin starkt influerade av stalinismen.
Efter riksdagsvalet 1979, då partiets två ledamöter föll ut, har partiet aldrig kommit i närheten av att vinna mandat i något riksdagsval. Man har dock vunnit mandat i vissa kommuner.  
År 1995 gick APK i konkurs, det första politiska partiet som led det ödet i Sverige. Partiet reorganiserades då under namnet Sveriges kommunistiska parti. En veteran i partiet och före detta riksdagsledamot, John Takman, ledde en utbrytning och bildade ett nytt parti som även det kallade sig SKP vilket ledde till en konflikt om namnet. Namnet påminde också om det kinavänliga KFML, som använt exakt samma namn i allmänna val före 1986, samt KPML (r), som då använde beteckningen Kommunistiska partiet. Tvisten om beteckningen SKP gjorde att före detta APK mellan åren 1998 och 2006 ställde upp i val under den kortare beteckningen Kommunisterna. År 2010 återupplivades dock beteckningen Sveriges kommunistiska parti.
Som första kommunistiska parti i svensk historia ställde partiet upp i Europaparlamentsvalet 2019.

## Organisation

### Partiledare
Från bildandet 1977 fram till november 2002 var Rolf Hagel partiledare, varefter Jan Jönsson tog vid. På den 34e partikongressen i november 2006 valdes Gun Isaxon från Gällivare till ny partiordförande, och partiets kansli flyttade samtidigt från Stockholm till Gällivare. På den 35e partikongress i november 2009 valdes Victor Diaz de Filippi från Malmö till ny partiledare.
Under den 37e kongressen i maj 2017 valdes Andreas Sörensen till partiordförande. I kongressens avslutningstal sa han att "även om socialismen kan tyckas vara långt borta, är den aldrig längre bort, än att vi kan nå den."

## Samverkande organisationer

### Ungdomar
Partiets ungdomsförbund heter Sveriges kommunistiska ungdomsförbund (SKU). Det står under politisk och ideologisk ledning av partiet, men är organisatoriskt självständigt.

### Media
SKP:s tidning heter RiktpunKt. Den publiceras både elektroniskt och i pappersutgåva med tio nummer per år.
Under 1980-talet var tidningen Norrskensflamman partiets officiella organ, efter att tidigare varit VPK:s organ i Norrbotten. År 1990 separerades Norrskensflamman från partiet och blev en oberoende socialistisk tidning.
Partiet äger Bokförlaget FRAM, som ger ut politiska och historiska böcker, men även skönlitteratur och barnböcker.

## Valresultat

### Riksdagsval
Vid det första riksdagsvalet som dåvarande APK ställde upp i, år 1979, fick partiet 10 725 röster (0,20%), vilket är det bästa valresultatet någonsin. Det hade sitt starkaste stöd i Norrbotten, där de fick 3 310 röster (1,9%). De därefter starkaste regionerna var Göteborg (0,5%) och Västernorrland (0,4%).
Det näst bästa riksdagsresultatet uppnåddes 1988, då partiet fick 9 408 röster (0,18%). Sedan omorganiseringen 1995 har partiet aldrig fått fler än 2 000 röster i riksdagsvalet.
I riksdagsvalet 2022 fick Sveriges Kommunistiska Parti 1 181 röster. De flesta kom från Stockholms kommun och län (444 röster), Uppsala län (107), Västra Götalands län (120) och Skåne (212). Partiet fick endast 19 röster i Norrbotten, partiets historiskt starka fäste.
| Riksdagsval | Namn          | Partiledare            | Röster i Sverige | Procent | Röster i Norrbotten | Procent |
| ----------- | ------------- | ---------------------- | ---------------- | ------- | ------------------- | ------- |
| 1979        | APK           | Rolf Hagel             | 10 725           | 0,20    | 3 310               | 1,92    |
| 1982        | APK           | Rolf Hagel             | 5 745            | 0,10    |                     |         |
| 1985        | APK           | Rolf Hagel             | c. 6 000         | 0,11    |                     |         |
| 1988        | APK           | Rolf Hagel             | 9 408            | 0,18    |                     |         |
| 1991        | APK           | Rolf Hagel             | 2 969            | 0,05    |                     |         |
| 1994        | APK           | Rolf Hagel             | 1 633            | 0,03    |                     |         |
| 1998        | Kommunisterna | Rolf Hagel             | 1 868            | 0,04    | 355                 |         |
| 2002        | Kommunisterna | Rolf Hagel             | 1 182            | 0,02    | 312                 | 0,20    |
| 2006        | Kommunisterna | Jan Jönsson            | 438              | 0,01    | 7                   | 0,00    |
| 2010        | SKP           | Victor Diaz de Filippi | 375              | 0,01    | 21                  | 0,01    |
| 2014        | SKP           | Victor Diaz de Filippi | 558              | 0,01    | 14                  | 0,01    |
| 2018        | SKP           | Andreas Sörensen       | 702              | 0,01    | 16                  | 0,01    |
| 2022        | SKP           | Andreas Sörensen       | 1 181            | 0,02    | 19                  | 0,01    |

### Kommunalval
I kommunvalet 1979 tog partiet tjugo mandat i 16 olika kommuner. Av dessa var 14 mandat i 11 av Norrbottens 14 kommuner: Arjeplog (1 mandat), Arvidsjaur (1), Gällivare (2), Haparanda (1), Jokkmokk (1), Kalix (1), Kiruna (2), Pajala (2), Älvsbyn (1), Överkalix (1) och Övertorneå (1). I övriga landet tog partiet två mandat i Fagersta, ett mandat i Kramfors, ett mandat i Perstorp, ett mandat i Tidaholm, och ett mandat i Värnamo. 
Under 1980-talet behöll partiet en del stöd, men det minskade allteftersom. I Arjeplog, Arvidsjaur, Jokkmokk, Kramfors, Älvsbyn och Överkalix förlorade partiet sina kommunfullmäktigemandat vid valet 1982, men i övriga tio kommuner fortsatte framgångarna lite längre. De var mest framgångsrika i Gällivare där de kontinuerligt satt i kommunfullmäktige i över tre decennier. 
| Kommun     | Län         | 1979 | 1982 | 1985 | 1988 | 1991 | 1994 | 1998 | 2002 | 2006 | 2010 |
| ---------- | ----------- | ---- | ---- | ---- | ---- | ---- | ---- | ---- | ---- | ---- | ---- |
| Fagersta   | Västmanland | 2    | 2    | 3    | 3    | 2    | 0    | 0    | 0    | 0    | 0    |
| Gnosjö     | Jönköping   | 0    | 0    | 0    | 0    | 0    | 1    | 0    | 0    | 0    | 0    |
| Gällivare  | Norrbotten  | 2    | 1    | 1    | 1    | 1    | 1    | 1    | 2    | 2    | 2    |
| Haparanda  | Norrbotten  | 1    | 1    | 0    | 0    | 0    | 0    | 0    | 0    | 0    | 0    |
| Kiruna     | Norrbotten  | 2    | 1    | 1    | 1    | 0    | 0    | 0    | 0    | 0    | 0    |
| Kalix      | Norrbotten  | 1    | 1    | 1    | 0    | 0    | 0    | 0    | 0    | 0    | 0    |
| Pajala     | Norrbotten  | 2    | 2    | 1    | 1    | 1    | 1    | 1    | 1    | 0    | 0    |
| Perstorp   | Skåne       | 1    | 1    | 2    | 3    | 0    | 0    | 0    | 0    | 0    | 0    |
| Tidaholm   | V Götaland  | 1    | 1    | 0    | 0    | 0    | 0    | 0    | 0    | 0    | 0    |
| Värnamo    | Jönköping   | 1    | 1    | 1    | 1    | 1    | 1    | 1    | 0    | 0    | 0    |
| Övertorneå | Norrbotten  | 1    | 1    | 1    | 0    | 0    | 0    | 0    | 0    | 0    | 0    |

I kommunalvalet 1998 fick partiet 1,9% av rösterna och ett mandat i Gällivare kommun samt 2,2% av rösterna och ett mandat i Pajala. De tog även ett mandat i Värnamo.
I kommunalvalet 2002 fick partiet total 1 307 röster över hela landet. Av dessa kom över hälften, 761 röster, från Norrbotten. Partiet fick 568 röster (5,0%) och två mandat i Gällivare och 98 röster (2,2%) och ett mandat i Pajala. I Piteå fick de 95 röster (0,3%) men inga mandat.
I kommunalvalet 2006 fick partiet 514 röster (4.5%) och 2 mandat i Gällivare. I Pajala fick de 74 röster (1,8%), vilket inte räckte till något mandat.
I kommunalvalet 2010 fick partiet 548 röster (4.6%) och två mandat i Gällivare. Detta blev sista gången som Sveriges kommunistiska parti tog mandat i ett val. Efter en tvist med partiets nationella ledning, bildade Gällivarekommunisterna istället det lokala partiet Malmfältens Väl som fortsatte att ta mandat i kommunfullmäktige och även styrde kommunen 2015-2018 tillsammans med Vänsterpartiet, Miljöpartiet, Norrbottens sjukvårdsparti och Moderaterna.
I kommunalvalet 2014 kandiderade partiet för första gången i Malmö, där det fick 115 röster (0,06%) men inga mandat.
År 2018 ställde SKP upp till val i två kommuner. De fick 168 röster (0,08 %) i Malmö och 132 röster (0,09 %) i Uppsala, men inga mandat i kommunfullmäktige.
I kommunalvalet 2022 fick partiet 263 röster i Stockholm (0,04), 149 röster (0,08%) i Malmö och 137 röster (0,09%) i Uppsala.

### EU-parlamentsval
I Europaparlamentsvalet 2019 fick partiet 974 röster (0,02 %).
Partiets valsedel för EU-valet 2024 toppades av arbetsmiljöingenjören Martin Tairi, förskolläraren Winnie Lykke, lastbilschauffören Karl Gunnarsson, utredaren Zahira Sarhan och byggnadsarbetaren Lars Lundberg. De fick 1 649 röster (0,04 %), vilket var nästan en fördubbling jämfört med föregående val.